# Ordinanza di sicurezza balneare

Logo dell'annuale campagna "Mare sicuro".

Logo del Numero blu per le emergenze in mare e sulle spiagge.

L'ordinanza di sicurezza balneare è un provvedimento amministrativo emanato dal locale ufficio del Corpo delle capitanerie di porto - Guardia Costiera competente per territorio e atto a disciplinare gli aspetti relativi alla sicurezza della navigazione, dei bagnanti e degli utenti in genere.
Essa disciplina l'utilizzo di natanti a motore, come le moto d'acqua, e non, come le canoe, iole, kayak, kitesurf, pattìni, pedalò e tavole a vela.

## Operazione"Mare sicuro"
È il nome dell'annuale campagna lanciata dal Comando generale del Corpo delle capitanerie di porto - Guardia Costiera per la prevenzione degli incidenti e la salvaguardia della vita umana in mare.